# Razzie Awards 2021
La 42ª edizione dei Razzie Awards si è svolta il 26 marzo 2022 per premiare il peggio della produzione cinematografica statunitense dell'anno 2021.
Le candidature sono state annunciate il 7 febbraio 2022. Il film più nominato è stato Diana con nove candidature.

## Vincitori e candidati
Vengono di seguito indicati i candidati ed i vincitori in grassetto.

### Peggior film
- Diana, regia di Christopher Ashley
- Infinite (365 Dni), regia di Antoine Fuqua
- Karen, regia di Coke Daniels
- Space Jam: New Legends, regia di Malcolm D. Lee
- La donna alla finestra, regia di Joe Wright

### Peggior attore
- LeBron James - Space Jam: New Legends
- Scott Eastwood - Dangerous
- Roe Hartrampf - Diana
- Ben Platt - Caro Evan Hansen (Dear Evan Hansen)
- Mark Wahlberg - Infinite

### Peggior attrice
- Jeanna de Waal - Diana
- Amy Adams - La donna alla finestra (The Woman in the Window)
- Megan Fox - Midnight in the Switchgrass - Caccia al serial killer (Midnight in the Switchgrass)
- Taryn Manning - Karen
- Ruby Rose - Vanquish

### Peggior attore non protagonista
- Jared Leto - House of Gucci
- Ben Affleck - The Last Duel
- Nick Cannon - The Misfits
- Mel Gibson - Dangerous
- Gareth Keegan - Diana

### Peggior attrice non protagonista
- Judy Kaye - Diana
- Amy Adams - Caro Evan Hansen (Dear Evan Hansen)
- Sophie Cookson - Infinite
- Erin Davie - Diana
- Taryn Manning - Every Last One of Them

### Peggior coppia
- LeBron James e ogni personaggio animato della Warner in Space Jam: New Legends
- Ogni maldestro membro del cast e ogni numero musicale goffamente cantato (o ballato) in Diana
- Jared Leto e la sua faccia in latex di 17 libbre, i suoi vestiti sfigati o il suo accento ridicolo in House of Gucci
- Ben Platt e ogni altro personaggio che si comporta come lui cantando 24/7 in Caro Evan Hansen (Dear Evan Hansen)
- Tom e Jerry in Tom & Jerry

### Peggior regista
- Christopher Ashley - Diana
- Stephen Chbosky - Caro Evan Hansen (Dear Evan Hansen)
- Coke Daniels - Karen
- Renny Harlin - The Misfits
- Joe Wright - La donna alla finestra (The Woman in the Window)

### Peggior sceneggiatura
- Diana
- Karen
- The Misfits
- Hubie Halloween
- La donna alla finestra (The Woman in the Window)

### Peggior prequel, remake, rip-off o sequel
- Space Jam: New Legends
- Karen
- Tom & Jerry
- Hubie Halloween
- Wonder Woman 1984

### Razzie Redeemer Award
- Will Smith in Una famiglia vincente - King Richard (King Richard)
- Jamie Dornan in Belfast
- Nicolas Cage in Pig - Il piano di Rob (Pig)